# Axel Gadolin (nationalekonom)
Carl Axel Johan Gadolin, C.A.J. Gadolin, född 14 november 1898 i Esbo, död 21 oktober 1972 i Helsingfors, var en finländsk nationalekonom och skriftställare. Han var son till Alexander Gadolin. 
Gadolin blev student 1916, filosofie kandidat och filosofie magister 1920 samt filosofie licentiat och filosofie doktor 1936. Han var direktör för Åbo fondbörs och sekreterare vid Åbo handelskammare 1924–1939, överombudsman vid Centralhandelskammaren 1939–1941  och docent i nationalekonomi vid Åbo Akademi 1939–1955. 
Gadolin publicerade artiklar och böcker innehållande ställningstaganden i aktuella ekonomiska och politiska frågor, av vilka bland annat Finland av igår och idag (1938), Ostkarelen – det finska gränslandet (1941) och Kapital och ränta (1948) framkallade en häftig debatt i finlandssvensk press. I en serie artiklar och insändare i Hufvudstadsbladet kritiserade han 1958 i skarpa ordalag den ekonomiska politiken i landet, vilket väckte protester på liberalt håll. Han utgav även bland annat historiska romaner och reseskildringar, delvis under pseudonymerna Alexander Gaditz och Kristian Ulfsby.